# Микицей Станіслав Ігорович
Станіслав Ігорович Микицей (нар. 7 вересня 1989, Донецьк, Українська РСР, СРСР) — український футболіст, захисник клубу «Маріуполь» .

## Життєпис

### Клубна кар'єра
Вихованець академії донецького «Шахтаря». У 2005 році був переведений в «Шахтар-3», клуб виступав у другій лізі. Дебют відбувся 27 серпня 2005 року в матчі проти «Гірник-Спорт» (1: 0). 17 липня 2007 дебютував за «Шахтар» у Вищій лізі в матчі проти запорізького «Металурга» (0: 2). У липні 2009 року був відданий в оренду маріупольському «Іллічівцю». У команді дебютував 17 липня 2009 року в матчі проти ужгородського «Закарпаття» (1: 0).
Влітку 2010 року був переданий в річну оренду в луганську «Зорю». Потім знову виступав за «Іллічівець», за який провів 3 матчі.
Влітку 2012 року перейшов в «Олександрію». У команді взяв 33 номер. У сезоні 2012/13 він разом з командою став бронзовим призером Першої ліги України, клуб поступився лише алчевської «Сталі» та «Севастополю». Микицей зіграв в 27 матчах і забив 1 гол.
Взимку 2020 Микицей став гравцем одеського «Чорноморця».

## Кар'єра в збірній
Виступав за юнацькі збірні України до 17 та до 19 років, а також за молодіжну збірну до 21 року.

## Статистика
| Сезон    | Клуб          | Ліга         | Чемпіонат | Чемпіонат | Кубок | Кубок | Першість дублерів | Першість дублерів |
| Сезон    | Клуб          | Ліга         | Ігри      | Голи      | Ігри  | Голи  | Ігри              | Голи              |
| -------- | ------------- | ------------ | --------- | --------- | ----- | ----- | ----------------- | ----------------- |
| 2005/06  | «Шахтар»      | Вища ліга    | 0         | 0         | 0     | 0     | 7                 | 0                 |
| 2005/06  | «Шахтар-3»    | Друга ліга   | 16        | 0         | 0     | 0     | 0                 | 0                 |
| 2006/07  | «Шахтар»      | Вища ліга    | 1         | 0         | 0     | 0     | 0                 | 0                 |
| 2006/07  | «Шахтар»      | Вища ліга    | 0         | 0         | 0     | 0     | 11                | 0                 |
| 2006/07  | «Шахтар-3»    | Друга ліга   | 15        | 1         | 0     | 0     | 0                 | 0                 |
| 2007/08  | «Шахтар»      | Вища ліга    | 0         | 0         | 0     | 0     | 23                | 3                 |
| 2007/08  | «Шахтар-3»    | Друга ліга   | 2         | 0         | 0     | 0     | 0                 | 0                 |
| 2008/09  | «Шахтар»      | Вища ліга    | 0         | 0         | 0     | 0     | 29                | 3                 |
| 2009/10  | «Іллічівець»  | Прем'єр-ліга | 24        | 0         | 2     | 0     | 0                 | 0                 |
| 2010/11  | «Зоря» (Л)    | Прем'єр-ліга | 13        | 0         | 0     | 0     | 1                 | 0                 |
| 2010/11  | «Іллічівець»  | Прем'єр-ліга | 3         | 0         | 0     | 0     | 1                 | 0                 |
| 2011/12  | «Іллічівець»  | Прем'єр-ліга | 0         | 0         | 0     | 0     | 12                | 2                 |
| 2012/13  | «Олександрія» | Перша ліга   | 27        | 1         | 0     | 0     | 0                 | 0                 |
| 2013/14  | «Олександрія» | Перша ліга   | 28        | 1         | 1     | 0     | 0                 | 0                 |
| 2014/15  | «Олександрія» | Перша ліга   | 14        | 0         | 2     | 1     | 0                 | 0                 |
| 2015/16  | «Олександрія» | Прем'єр-ліга | 16        | 2         | 5     | 0     | 2                 | 0                 |
| 2016/17  | «Олександрія» | Прем'єр-ліга | 12        | 3         | 0     | 0     | 1                 | 0                 |
| 2018/19  | «Олександрія» | Прем'єр-ліга | 16        | 0         | 1     | 0     | 2                 | 0                 |
| 2019/120 | «Єлгава»      | Вища ліга    | 14        | 1         | 4     | 0     | 0                 | 0                 |
| 2019/20  | «Чорноморець» | Перша ліга   | 10        | 0         | 0     | 0     | 0                 | 0                 |
| 2020/21  | «Чорноморець» | Перша ліга   | 17        | 1         | 1     | 0     | 0                 | 0                 |

## Міжнародні змагання
| Сезон   | Клуб             | Турнір      | Кваліфікація | Кваліфікація | Основний турнір | Основний турнір |
| Сезон   | Клуб             | Турнір      | Ігри         | Голи         | Ігри            | Голи            |
| ------- | ---------------- | ----------- | ------------ | ------------ | --------------- | --------------- |
| 2016/17 | ФК «Олександрія» | Ліга Європи | 2            | 0            | 0               | 0               |

## Досягнення
- Півфіналіст Кубка України: 2015–2016